# Osvaldo Díaz
Osvaldo Javier Díaz Gimenez, paragvajski nogometaš, * 22. december 1981, Paragvaj.
Sodeloval je na nogometnemu delu poletnih olimpijskih iger leta 2004.